# Melissa Sagemiller
Melissa Sagemiller (Washington, D.C., 1 de junho de 1974) é uma atriz americana de cinema e televisão.

## Biografia
Sagemiller nasceu em Washington, D.C., capital dos Estados Unidos, filha de uma ativista política e de um jogador profissional de futebol americano que jogou na NFL pelos New York Giants e pelos Washington Redskins. Frequentou a Georgetown Day School, e iniciou-se nas artes cênicas ainda criança, quando começou a estudar sapateado, balé, jazz e dança moderna. Estreou nos palcos atuando na peça To Kill a Mockingbird, com nove anos de idade. Aos 14 anos, no entanto, passou a trabalhar como modelo, após ser descoberta por Eileen Ford numa joalheira. Eventualmente largou a carreira de modelo para se formar em História da Arte na Universidade da Virgínia.

### Vida profissional
Pouco tempo depois de sua formatura, decidiu retornar à carreira artística em tempo integral, estudando no Conservatório de Stella Adler, no Estúdio Stonestreet, da Universidade de Nova York, e nos Estúdios Michael Howard. 
Sagemiller apareceu na revista Movieline em agosto de 2001. Em novembro de 2001 Sagemiller apareceu na revista Gear. Recentemente, interpretou a personagem Michelle Ernhardt na série Raising the Bar, da TNT. Sagemiller também substituirá Paula Patton como assistente da promotora distrital em Law & Order: Special Victims Unit, série em que teve um dos primeiros papéis de sua carreira. 

### Vida pessoal
Em julho de 2006 ficou noiva do ator Alex Nesic, protagonista da série de televisão Sleeper Cell. O casal tem um filho.

## Filmografia
- Get Over It (2001) .... Allison McAllister
- Soul Survivors (2001) .... Cassie
- Sorority Boys (2002) .... Leah
- Love Object (2003) .... Lisa Bellmer
- The Clearing (2004) .... Jill Hayes
- Standing Still (2005) .... Samantha
- Life on the Ledge (2005) .... Claire
- Without a Trace (1 episódio, "When Darkness Falls", 2005) .... Carmen Kuskowski
- The Guardian (2006) .... Emily Thomas
- Sleeper Cell (17 episódios, 2005-2006) .... Gayle Bishop
- Mr. Woodcock (2007) .... Tracy
- Pick Up the Pace: Making Mr. Woodcock (2008) .... ela própria
- Phys Ed Trauma Tales (2008) .... ela própria
- Eleventh Hour (1 episódio, "Medea", 2009) .... Sofia Lyons
- Raising the Bar (25 episódios, 2008-2009) .... Michelle Ernhardt
- Jimmy Kimmel Live! (1 episódio, "30 de julho de 2009", 2009) .... ela própria
- In Fidelity (2009) .... Nicole/Pamela e produtora
- Law & Order: Special Victims Unit (7 episódios 2000 e 2010-2011) .... Becky Sorenson e Gillian Hardwicke